# David Reivers
David Reivers (21 de novembro de 1958) é o pai de Corbin Bleu Reivers, o Chad de High School Musical. Fez uma participação especial em High School Musical 3, e lançou um filme da Disney com o filho, Jump In!. É ator desde jovem. Tem um filho e três filhas.